# 더블유타임즈
더블유타임즈(W-TIMES)는 대한민국의 언론사이다. 매거진 출판, 온라인 홈페이지, 모바일 홈페이지로 운용되고 있다.